# Садовський Всеволод Сергійович
Всеволод Сергійович Садовський (біл. Усевалад Сяргеевіч Садоўскі; нар. 4 жовтня 1996, Мінськ, Білорусь) — білоруський футболіст, нападник клубу «Динамо-Берестя» та молодіжної збірної Білорусі.

## Клубна кар'єра
Футбол розпочав займатися в дитячо-юнацькій школі «Динамо», згодом грав у юнацьких командах мінського МТЗ-РІПО та борисовського БАТЕ. У віці 15 років залишив зайняття футболом, але два роки по тому повернувся до футболу й приєднався до «Мінська», де незабаром почав грати за дублюючий склад. По завершенні сезону 2015 року столичний клуб вирішив не продовжувати контракту з нападником.
На початку 2016 року відправився на перегляд до єкатеринбурзького «Уралу», який тренував колишній тренер «Мінська» Вадим Скрипченко, але в підсумку підписав контракт з мінською «Зоркою-БДУ». Першу частину сезону 2013 року пропустив через травму, а з липня закріпився в основному складі. У сезоні 2017 року залишився стабільним гравцем стартового складу команди, яка змінила назву на «Енергетик-БДУ». У сезоні 2018 року з 21 голом став найкращим бомбардиром Першої ліги (хоча в липні через травму грав) та допоміг команді вийти до Вищої ліги.
У сезоні 2019 року залишився основним нападником столичної команди. У липні 2019 року підписав контракт з берестейським «Динамо», але залишився виступати в «Енергетику-БДУ» в оренді до завершення сезону. З жовтня 2019 року, через отриману травму, не грав. У грудні 2019 року повернувся з оренди в «Динамо».

## Кар'єра в збірній
11 листопада 2016 року зіграв свій єдиний матч у молодіжній збірній Білорусі, провів на футбольному полі перший тайм товариського матчу проти України (0:1). 

## Досягнення

### Командні
- Володар Суперкубка Білорусі: 2020
- Володар Кубка Казахстану: 2022
- Чемпіон Казахстану: 2023

### Індивідуальні
«Енергетик-БДУ»
- Найкращий бомбардир Першої ліги чемпіонату Білорусі: 2018

## Статистика виступів
| Сезон | Дивізіон | Клуб            | Країна   | Матчі | Голи |
| ----- | -------- | --------------- | -------- | ----- | ---- |
| 2014  | дубль    | «Мінськ»        | Білорусь | 8     | 0    |
| 2015  | дубль    | «Мінськ»        | Білорусь | 12    | 3    |
| 2016  | Д2       | «Зорка-БДУ»     | Білорусь | 12    | 3    |
| 2017  | Д2       | «Енергетик-БДУ» | Білорусь | 29    | 7    |
| 2018  | Д2       | «Енергетик-БДУ» | Білорусь | 24    | 21   |
| 2019  | Д1       | «Енергетик-БДУ» | Білорусь | 22    | 9    |